# Исихий (Рогич)
Епи́скоп Иси́хий (серб. Епископ Исихије, в миру Ми́рослав Ро́гич, серб. Мирослав Рогић; 3 ноября 1965, Москва) — епископ Сербской православной церкви, епископ Валевский.

## Биография
Родился 3 ноября 1965 года в Москве, в семье югославского дипломата Милутина Рогича и его супруги Елены. Основным местом жительства семьи был Белград, но, из-за дипломатической службы отца, большая часть детства и юности привёл за пределами Югославии. Помимо Москвы, жил в Пекине (Китай); Рангуне (Бирма; ныне — Янгон, Мьянма); Хартуме (Судан) и Вашингтоне (США). Начальное и среднее школьное образование получил на сербском и английском языках.
В 1985 году окончил дизайнерскую среднюю школу в Белграде со специальностью графического дизайнера. С 1987 по 1991 год изучал психологию в Университете округа Колумбия в Вашингтоне, США. Также обучался на философском факультете Белградского университета.
В 1991 году, в начале духовного и материального обновления Монастыря Святых Архангелов в Ковиле, поступил в обитель послушником.
15 февраля 1995 года епископом Бачским Иринеем (Буловичем) был пострижен в монашество.
18 июля 1999 году епископом Егарским Порфирием (Перичем) был рукоположен во иеродиакона. 25 июля того же года епископом Бачским Иринеем (Буловичем) рукоположен в сан иеромонаха.
21 ноября 2015 года в Монастыре Ковиль был возведён в сан архимандрита и, по предложению игумена и братии, назначен наместником Монастыря Ковиль.
В 2018 году окончил курс богословского факультета Белградского университета.
10 мая 2018 года решением Архиерейского Собора Сербской православной церкви был избран епископом Мохачским, викарием Бачской епархии.
23 июня 2018 года в Сергиевском кафедральном соборе города Нови-Сада состоялось его наречение во епископа.
24 июня того же года в Сергиевском кафедральном соборе города Нови-Сада состоялась его епископская хиротония, которую совершили: Патриарх Сербский Ириней, митрополит Чешских земель и Словакии Ростислав (Гонт), митрополит Черногорский Амфилохий (Радович), митрополит Загребско-Люблянский Порфирий (Перич), архиепископ Пражский Михаил (Дандар), епископы Россошанский Андрей (Тарасов), епископ Будимский Лукиан (Пантелич), епископ Банатский Никанор (Богунович), епископ Враньский Пахомий (Гачич), епископ Шумадийский Иоанн (Младенович), епископ Браничевский Игнатий (Мидич), епископ Зворничско-Тузланский Фотий (Сладоевич), епископ Милешевский Афанасий (Ракита), епископ Горнокарловацкий Герасим (Попович), епископ Брегалницкий Марк (Кимев), епископ Славонский Иоанн (Чулибрк), епископ Бихачско-Петровачский Сергий (Каранович), епископ Тимокский Иларион (Голубович), епископ Нишский Арсений (Главчич), епископ Далматинский Никодим (Косович), епископ Осечко-Польский Херувим (Джерманович), епископ Моравичский Антоний (Пантелич), епископ Буэнос-Айресский Кирилл (Бойович) и епископ Бачский Ириней (Булович).
29 мая 2021 года решением Архиерейского собора назначен епископом Валевским. 27 июня того же года в Валеве состоялась его интронизация.